# Podsavezna nogometna liga Priština 1961./62.
Podsavezna liga Priština je bila liga četvrtog stupnja nogometnog prvenstva Jugoslavije u sezoni 1961./62. 
 Sudjelovalo je 10 klubova, a prvak je bila "Lokomotiva" iz Kosovo Polja. 

## Ljestvica
| mj. | klub                    | ut. | pob. | ner. | por. | gol+ | gol- | bod |
| --- | ----------------------- | --- | ---- | ---- | ---- | ---- | ---- | --- |
| 1.  | Lokomotiva Kosovo Polje | 18  | 13   | 3    | 2    | 59   | 11   | 29  |
| 2.  | Lab Podujevo            | 18  | 13   | 2    | 3    | 74   | 20   | 28  |
| 3.  | Lepenac Kačanik         | 18  | 12   | 2    | 4    | 44   | 18   | 26  |
| 4.  | Drvodeljac Uroševac     | 18  | 11   | 1    | 6    | 41   | 29   | 23  |
| 5.  | Rudar Goleš             | 18  | 10   | 1    | 7    | 44   | 27   | 21  |
| 6.  | Rudnik Ajvalija         | 18  | 8    | 2    | 8    | 48   | 39   | 18  |
| 7.  | Moravac Vitina          | 18  | 7    | 0    | 11   | 29   | 47   | 14  |
| 8.  | Dunavac Gnjilane        | 18  | 6    | 1    | 11   | 28   | 46   | 13  |
| 9.  | Bankar Priština         | 18  | 2    | 0    | 16   | 22   | 95   | 4   |
| 10. | Proleter Priština       | 18  | 2    | 0    | 16   | 16   | 73   | 4   |

## Rezultatska križaljka
| kratica | klub                    | BAN | DRV | DUN | LAB | LEP | LOK | MOR | PRO | RUDA | RUDN |
| --- | ----------------------- | --- | --- | --- | --- | --- | --- | --- | --- | ---- | ---- |
| BAN | Bankar Priština         |     |     |     |     |     |     |     |     |      |      |
| DRV | Drvodeljac Uroševac     |     |     |     |     |     |     |     |     |      |      |
| DUN | Dunavac Gnjilane        |     |     |     |     |     |     |     |     |      |      |
| LAB | Lab Podujevo            |     |     |     |     |     |     |     |     |      |      |
| LEP | Lepenac Kačanik         |     |     |     |     |     |     |     |     |      |      |
| LOK | Lokomotiva Kosovo Polje |     |     |     |     |     |     |     |     |      |      |
| MOR | Moravac Vitina          |     |     |     |     |     |     |     |     |      |      |
| PRO | Proleter Priština       |     |     |     |     |     |     |     |     |      |      |
| RUDA | Rudar Goleš             |     |     |     |     |     |     |     |     |      |      |
| RUDN | Rudnik Ajvalija         |     |     |     |     |     |     |     |     |      |      |
| |                         |     |     |     |     |     |     |     |     |      |      |
| podebljan rezultat - utakmice od 1. do 9. kola (1. utakmica između klubova) rezultat normalne debljine - utakmice od 10. do 18. kola (2. utakmica između klubova) rezultat nakošen - nije vidljiv redoslijed odigravanja međusobnih utakmica iz dostupnih izvora rezultat nakošen i smanjen * - iz dostupnih izvora nije uočljiv domaćin susreta prekrižen rezultat - poništena ili brisana utakmica p - utakmica prekinuta 3:0 p.f. / 0:3 p.f. - rezultat 3:0 bez borbe n.i. - nije igrano |                         |     |     |     |     |     |     |     |     |      |      |

 Izvori: 

## Unutrašnje poveznice
- Zonska liga AKMO 1961./62.
- Podsavezna liga Peć 1961./62.